# Cầu Phù Đổng
Cầu Phù Đổng là một cây cầu bắc qua sông Đuống trên Quốc lộ 1 (tại Km 158 + 075) và đường cao tốc Bắc – Nam phía Đông thuộc thành phố Hà Nội, Việt Nam.
Cầu nằm cách cầu Thanh Trì hơn 6 km về phía đông bắc, nối liền phường Phúc Lợi (quận Long Biên) và xã Cổ Bi với xã Phù Đổng của huyện Gia Lâm.
Cầu Phù Đổng có chiều dài 946,3 m, rộng 14 m, gồm 6 làn xe và 2 làn khẩn cấp. Cầu được khởi công xây dựng vào năm 1998 và khánh thành ngày 31 tháng 12 năm 2000.
Ngày 7 tháng 1 năm 2009, một nhánh cầu thứ hai nằm bên cạnh nhánh cầu cũ được khởi công xây dựng. Công trình được thông xe và đưa vào khai thác từ ngày 19 tháng 1 năm 2012.